# Payot (maison d'édition)
Pour les articles homonymes, voir Payot.

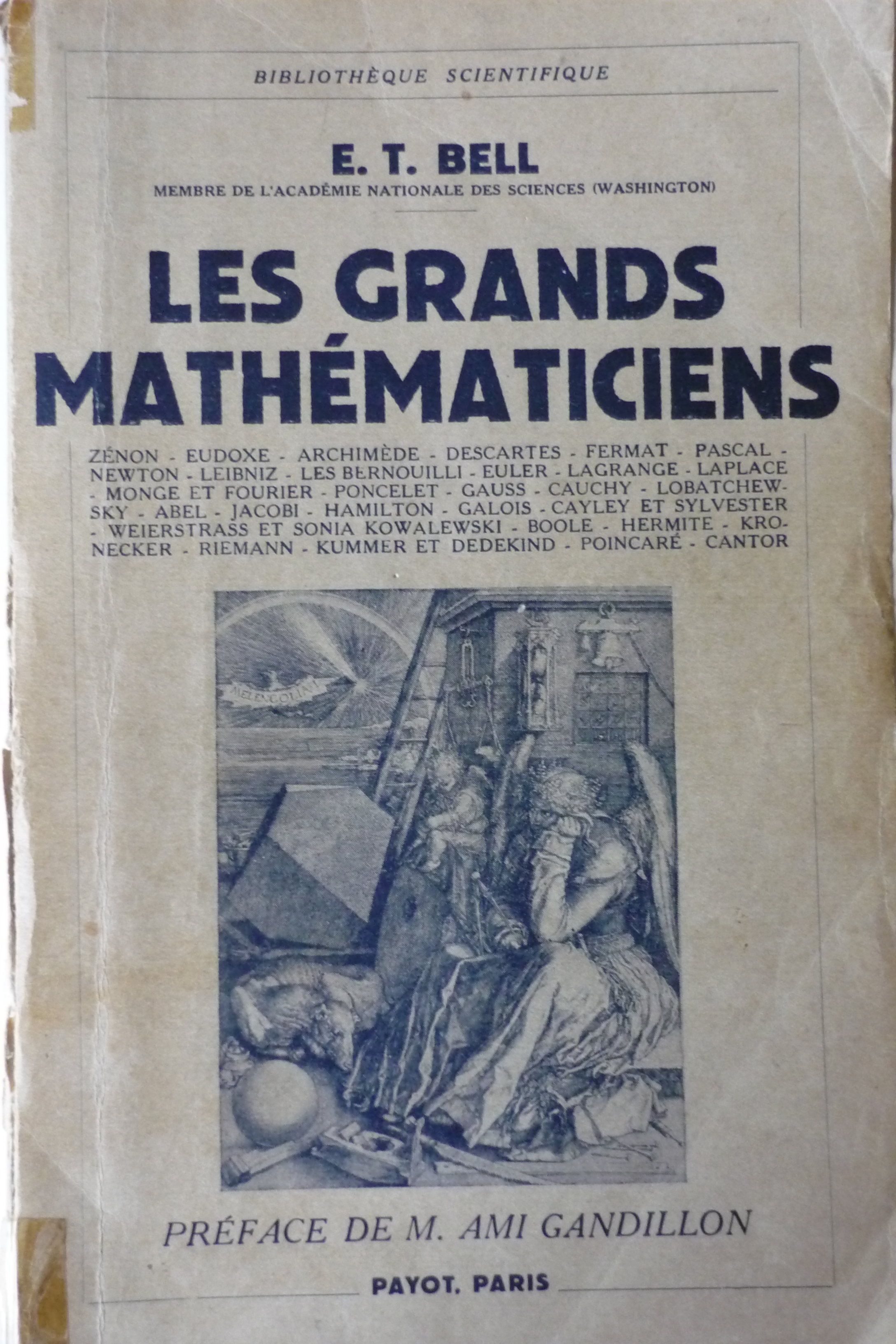
Page de titre d'un livre de la « Bibliothèque scientifique » de Payot : Les Grands Mathématiciens de Eric Temple Bell, 1939.

La société Payot est une maison d'édition suisse fondée à Lausanne en 1875. Ses activités de librairie (Librairie Payot) et d'édition (regroupement avec Rivages sous le nom de Payot et Rivages) sont séparées depuis 1992.

## Histoire
Payot tire son origine d'une librairie de Lausanne, la Librairie Imer, jusqu'à ce qu'un jeune enseignant suisse Fritz Payot en devienne associé. Elle prend alors le nom de Librairie A. Imer et Fritz Payot. Elle devient la Librairie F. Payot & Cie, lorsque Fritz Payot en devint le propriétaire en 1886.
Lorsqu'il meurt en 1900, la librairie est reprise par ses fils Samuel et Gustave sous l'appellation Payot & Cie. Le premier s'occupe des activités de l'entreprise en Suisse, tandis que le second développe la maison d'éditions à Paris, en créant en particulier les collections « Bibliothèque historique » et « Bibliothèque scientifique ».
Devenue société anonyme en 1923, le capital reste cependant au sein de la famille ; elle crée de nombreuses succursales en Suisse romande et trois librairies françaises en Suisse alémanique.
Après le décès de Samuel Payot en 1938, ses fils Marc et Jean-Pierre poursuivent les activités, respectivement d'édition et de librairie. En 1965, Jean-Marc Payot met fin au monopole familial sur la direction de l'entreprise. En 1979, Jean-Luc Pidoux-Payot (1934-2024), président du groupe, devient président du SNE.
La société familiale est vendue en 1986 au groupe Edipresse (famille Lamunière) qui la regroupe avec les éditions Naville, sous le nom de Librairie Payot-Naville. Jean-François Lamunière devient président de Payot-Paris, qui devient Payot Rive gauche l'année suivante.
En 1992, Hachette Distribution Service, du groupe Lagardère Media, devient majoritaire dans le capital de cette société et en prend la direction. Les activités librairie (Librairie Payot) et édition (regroupement avec Rivages sous le nom de Payot & Rivages) sont séparées.
Payot & Rivages est vendu à Actes Sud en janvier 2013.
Librairie Payot, une enseigne gérée par la société Payot SA, est reprise par son management en 2014 à l'occasion de la sortie du groupe Lagardère de l'actionnariat.

## Collections
- Bibliothèque miniature : créée en 1918 ou avant, « Une collection de bibelots typographiques exécutés avec goût à l'intention des lecteurs raffiné ; une collection de perles littéraires que le public féminin aime tout particulièrement. Chaque volume 7 × 10 cm. Relié en cuir effleuré : 1fr80. » Quelques exemples :
  - Alfred de Musset, Les Nuits.
  - Gérard de Nerval, Sylvie.
  - Molière, L'Avare.
  - Théodore Botrel, Chansons et poésies.
- « Collection Payot » : créée en 1921, elle publie jusqu'en 1930 des ouvrages de vulgarisation en petit-format annonciateurs des « Que sais-je ? »
- « Bibliothèque historique » : créée en 1923[2].
- « Bibliothèque scientifique » : créée en 1925[3].
- « Petite bibliothèque Payot » : créée en 1962, collection de poche spécialisée dans les ouvrages de niveau universitaire, par exemple les œuvres majeures de Sigmund Freud, La Relativité d'Albert Einstein, etc.[4].
- « Critique de la politique » : créée en 1974 (directeur de collection Miguel Abensour depuis 1974)[5].
- "Payot Psy" : créée en 2014[6]

## Auteurs publiés
- Uli Windisch